# 풍천임문 효열각
풍천임문 효열각은 충청북도 청주시 청원구에 있다. 2015년 4월 17일 청주시의 향토유적 제133호로 지정되었다.

## 개요
풍천임씨 임헌호의 처 문화류씨와 임의재의 처 철원최씨 고부의 효열을 기리기 위해 세운 정려각이다.